# Szép Zoltán
Szép Zoltán (Naszály, 1919. október 22. – ?) magyar színész.

## Életpályája
1938-ban Kardoss Géza hódmezővásárhelyi társulatában szerepelt. 1942-43-ban a Komédia Orfeumban, 1943-44-ben Erdélyi Mihály budapesti színházaiban játszott. 1945-től a Kamara Varietében szerepelt, 1953–tól a szolnoki Szigligeti Színház, 1956-tól a kaposvári Csiky Gergely Színház tagja. 1959-től 1963-ig az Állami Déryné Színház művésze volt. Egyes források szerint 1970-ben hunyt el.

## Színházi szerepeiből
- William Shakespeare: Vízkereszt vagy amit akartok – Antonio, tengerészkapitány
- Nyikolaj Vasziljevics Gogol: A revizor – Ljapkin-Tyapkin, járásbíró
- George Bernard Shaw: Warrenné mestersége – Sir Crofts
- Peter Karvaš: Mi történt a mi utcánkban  – Hruz, a házmester
- Federick Knott: Éjféli nyomozás – Lesgate kapitány, kalandor
- Jókai Mór: Az aranyember: Timár Mihály
- Csiky Gergely: Mákvirágok – Zátonyi Bence
- Fazekas Mihály – Móricz Zsigmond: Ludas Matyi – Döbrögi
- Szigligeti Ede – Tabi László: A párizsi vendég – Koltay alispán
- Csizmarek Mátyás: Apja lánya – Bokor Mihály
- Darvas József: Hajnali tűz – Bónis Lajos
- Bartos Ferenc – Baróti Géza: Mindent a mamáért – Bojtor Gábor; Dobos
- Nádasi László: Cleopatra – Csécsi
- Kálmán Imre: Csárdáskirálynő – Feri bácsi
- Simon Magda: A százházas lakodalom – Szilágyi Imre
- Görög László: Tyúkketrec – Főnök
- Ábrahám Pál: Hawaii rózsája – Harrison

## Filmes és televízió szerepei
- Kétszer kettő (1944, újraforgatva 1945)... Pali
- Forró mezők (1949)